# اتفاقية كلابيدا

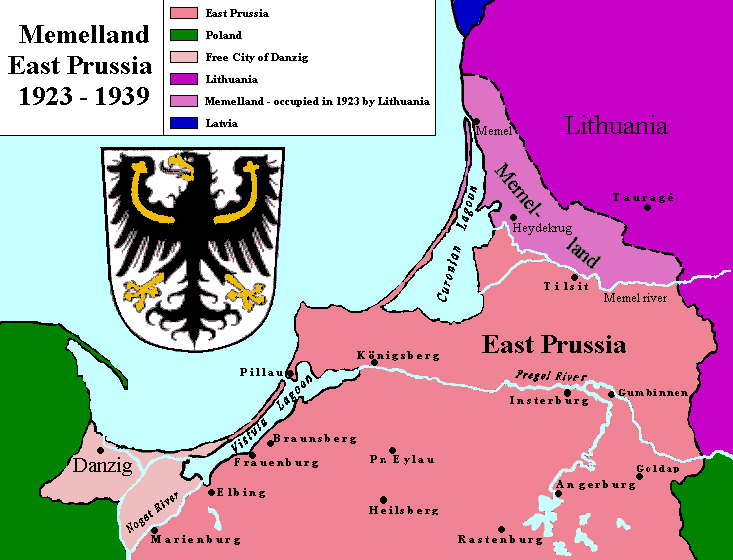

اتفاقية كلايبيدا اتفاق دولي بين ليتوانيا ودول منظمة السفراء (بريطانيا وفرنسا وإيطاليا واليابان) وقعت في باريس يوم 8 مايو 1924. وفقا للاتفاقية، أصبح أقليم كلايبيدا بما فيها مدينة كلايبيدا منطقة حكم ذاتي تحت السيادة غير المشروط لليتوانيا. وبموجب معاهدة فرساي تم فصل هذه المنطقة من بروسيا الشرقية ، ووضعها تحت إدارة فرنسية مؤقتة. خلال تمرد كلايبيدا سنة 1923 ، سيطرت لتوانيا على المقاطعة وألحقتها بها، وتعلق ليتوانيا. قبلت منظمة السفراء هذا الأمر الواقع وبعد مفاوضات شاقة وقعت الاتفاقية سنة 1924 بحيث منحت المقاطعة سلطات إدارية وقضائية ومالية واسعة تحت اطار الحكم الذاتي.